# Sistema auditiu central
El sistema auditiu humà es pot dividir en dues etapes:
1. La fisiològica, (captació del so) de la qual s'encarrega el sistema auditiu perifèric.
2. La psicològica (percepció) de la qual s'encarrega el sistema auditiu central.

## Sistema auditiu central
El  sistema auditiu central  està format per:
1. Les 30.000 neurones que conformen els nervis auditius i s'encarreguen de transmetre els impulsos elèctrics al cervell per al seu processament.
2. Els sectors del nostre cervell dedicats a l'audició.

A través dels nervis acústics, el cervell rep patrons que contenen la informació característica de cada so i els compara amb altres emmagatzemats en la memòria (l'experiència passada) per poder identificar-los.
Encara que la informació rebuda no es correspongui amb la informació que la memòria té emmagatzemada, el cervell intentarà igualment adaptar-la a algun patró que li sigui conegut, a qui consideri que més s'hi assembla.
Si és impossible trobar algun patró que s'assembli a la informació rebuda, el cervell té dues opcions: el rebutja o l'emmagatzema. Si l'emmagatzema, el converteix en un nou patró susceptible de ser comparat.
El cervell processa la informació en funció de tres graons
1. En un primer nivell, el cervell identifica el lloc de procedència del so (la seva localització), per a això té en compte l'escolta binaural humana, és a dir, el fet que l'home rep dos senyals simultànies i diferents d'un mateix so.
2. En un segon nivell, el cervell identifica el so pròpiament dit, és a dir, les seves característiques tímbriques.
3. En un tercer nivell, es determinarien les propietats temporals dels sons. La seva rellevància en funció dels sons que el succeeixen o antecedents (efecte Haas, emmascarament sonor i altres processos psicoacústics que afecten la forma en què és percebut el so.

El sistema auditiu es fa malbé pels sorolls de l'exterior.